# Carel Birnie
Carel Birnie (1926 - Den Haag, 10 maart 1995) was een Nederlandse zakelijk leider en mede-oprichter van het Nederlands Dans Theater (NDT). Hij speelde een cruciale rol in de ontwikkeling van de dans in Nederland en was een drijvende kracht achter het NDT gedurende 33 jaar, van 1959 tot 1992.

## Levensloop
Carel Birnie werd bijna doof geboren en leed zijn hele leven aan verschillende kwalen. Hij begon zijn studie geneeskunde en tijdens zijn studie was hij actief in de kunstwereld. Hij organiseerde concerten voor het Utrechts Studenten Koor en Orkest (USKO) en was mede-oprichter van de Utrechtse Opera. Later verhuisde hij naar Amsterdam om te werken bij het Nederlands Ballet van Sonia Gaskell, de voorloper van Het Nationale Ballet.
In 1959 richtte hij samen met een groep dansers van het Nederlands Ballet het Nederlands Dans Theater op in Den Haag. Als zakelijk leider van het NDT speelde Birnie een cruciale rol in de ontwikkeling en het succes van het gezelschap. Onder zijn leiding groeide het NDT uit tot een van de meest vooraanstaande dansgezelschappen in Nederland en daarbuiten. In 1974 werd Birnie geschorst bij het NDT, wat leidde tot een kort geding tegen het gezelschap. De schorsing veroorzaakte veel opschudding en het geding werd uiteindelijk uitgesteld.
Birnie was ook verantwoordelijk voor de bouw van het eigen theater van het NDT, het Lucent Danstheater, dat in 1987 werd geopend. Het theater werd gebouwd in een recordtijd van elf maanden en was het eerste in Nederland dat specifiek voor een dansgezelschap werd gebouwd. In 1989 ontving Birnie de Prijs van de Kritiek van de Kring van Nederlandse Theatercritici voor zijn bijdrage aan de Nederlandse dans.
Birnie ging in 1991 met pensioen. Hij overleed in 1995 in Den Haag.

## Trivia
- Birnie's bijdrage aan de dans en het culturele leven in Nederland werd erkend met een Koninklijke Eremedaille voor Voortvarendheid en Vernuft in de Huisorde van Oranje, die hij in augustus 1993 ontving.[8]